# ドラフト会議
ドラフト会議（ドラフトかいぎ）とは、プロスポーツリーグにおいて、選手（選手との交渉契約権）を各チームに振り分けるために行う会議。新人獲得以外に、ルール・ファイブ・ドラフトやエクスパンション・ドラフトなどとして採用されることもあるが、本項では新人選手獲得のための会議について記述する。
ドラフト会議はチーム間の戦力の均衡と契約金の高騰の抑制のため、1936年にNFLにおいて初めて取り入れられた制度で北米4大プロスポーツのほか日本のプロ野球などで採用されている。

## 趣旨
ドラフト制度の趣旨はチーム間の戦力の均衡と契約金の高騰の抑制にある。
本来、選手にはチーム選択の自由があるはずで、現に欧州各国のプロサッカーリーグではドラフト制度は採用されていない。しかし、各チームが自由に選手と契約できるとすると金銭的余裕のあるチームに戦力が偏在することになり、プロリーグ全体の人気低迷につながり、結果的に選手の不利益になるとの観点でドラフト制度は採用される。
1936年にNFLにおいて初めて取り入れられて以降、1965年にはMLBやNPB（日本野球機構の新人選手選択会議）も採用するなど競技や国の枠を超えて広がった。北米を中心としたプロスポーツリーグで行われているが、契約の自由に対する制限および近年の独占禁止法などに抵触するため法令で例外措置を受けなければ実施できない場合が多く、欧州では禁止されており、これらの国では自由競争の元で選手の獲得が行われている。
北米のプロリーグでは、TV放映の収入を試合の人気に関わらず、各チームに平等に分配するなどして、予算面でも全てのチームの実力が拮抗するように工夫されている。また、この様なシステムは、アメリカのプロスポーツではチームの数そのものが人為的に制限されており、意図的に寡占的状態を作り出すことによって収益性の向上が図られているからでもあり、これには政治面からも法令上の例外措置などという形で裏付けが与えられている。
一方で、前述のように欧州をはじめとした多くの国では、このような例外措置が許されていないので、プロスポーツリーグの選手獲得や移籍については完全な自由競争が原則となっており、チーム側を見ても最上位のカテゴリのリーグに参加できるチームの数に制限はあるものの、プロチーム自体の数に対する制限や新規参入への障壁は設けられておらず、一口にプロリーグといっても1つの国で最上位カテゴリから地域末端の下部カテゴリまでに合計百を超えるチームがひしめき合っていることもある。これらのプロチームは強化戦略や資金力などを勘案しながら数千に及ぶ選手と自由に交渉し、双方が交渉内容に納得すれば契約を締結する。ただし、リーグ運営上の観点から、シーズン中に選手がコロコロと移籍したり、チームが補強名目で選手を大量にトレードしたり勝手な引き抜きを行うようなことがない様に、完全な自由競争が原則であってもシーズン中の移籍・トレードや契約の破棄については禁止や手続上の制限などといった規約が各プロリーグ毎にその実情に応じて設けられる。一方、ヨーロッパでもアイスホッケー・KHLに限っては所属チームが少ないため例外的にドラフト会議が採用されている。
ドラフト会議の制度は指名される選手の側からすれば、本来もっているはずの球団選択の自由の権利を、リーグ側の経営目的によって阻害され行使できないという問題ともなる。また、指名の際に「XXチームのドラフト○位」や「ドラフト全体順位○位」といった具合に順位付けがされるため、即戦力としての評価がストレートに表れ、低順位であるほど当座の評価や期待値が低い選手であると見なされてしまう。あくまでも交渉権を決めるための会議であるため、指名されてもその時点では入団決定ならず前出などの理由から拒否する選手も現れる。
上記のように初期には獲得を希望する選手との入団「交渉権」を分配するための会議であるが、近年特にリーグを単一の企業体としてみなすリーグにおいて事前にリーグにてトライアウト等で選別された選手を分配するという単純に戦力均衡の手段としてのみを目的とする会議も増加している（bjリーグドラフト会議）。また、選手獲得をドラフト入団に限定するリーグとドラフト外入団を認めるリーグが存在する。
また、プロスポーツのドラフト会議は大きな社会的注目を集めるイベントで、ドラフト制度を持つほとんどのプロスポーツリーグではほぼ全ての新人選手がプロ選手になる課程で通る通過儀礼の一面を持つことから、ドラフト会議そのものを華々しくショーアップしてシーズンオフの恒例イベントとして大々的に開催するプロスポーツも少なくない。

## 方式
リーグによって分配方式は異なるが、代表的なものは、成績が下位のチームから順に獲得したい選手を一人ずつ指名していくというものである。この際、あるチームが指名した選手を他のチームが指名することはできない。全チームが一人ずつの指名を終えると、2巡目に入り、また下位チームから順に一人ずつ選手を指名する。これを繰り返して、各チームに選手を割り当てた後、チームは指名した選手と契約交渉を行うのである。なお、このように下位のチームから順に指名する方式を日本では「ウェーバー方式」、逆に上位のチームから順に指名することを「逆ウェーバー方式」と呼ぶ。
しかし、ウェーバー方式では最下位が最高順位となるため、希望選手を獲得したいがために敗退行為（八百長、無気力試合）を行ったり、選手側にとっても順位が確定した後で交渉権がほぼ決まってしまいドラフト参加拒否に至る恐れがあるなど弊害も見られるため、後述の「ロッタリー」と呼ばれる指名順位を抽選で決める方式や入札抽選方式など多少の工夫を凝らしたリーグも見られる。
会議終了後に交渉期間が設けられ、その期間中に指名したチームは独占的に交渉することができる。入団に至ることなく期限を迎えた場合は改めて次のドラフト会議に懸けられるが、リーグによっては自由交渉となる場合もある。

### ロッタリー
NBA（北米のバスケットボール）やNHL（北米のアイスホッケー）などで採用。
上位の一部指名順をプレーオフに進出できなかったチームの中から抽選（lottery=宝くじ）により決める制度である。ロッタリー対象の順位指名が終わると、以降は通常のウェーバー方式となる。

### 入札抽選
日本のプロ野球（日本野球機構、NPB）やプロバスケットボール（[要更新] bjリーグ・2012年より）で採用。
参加する全チームが同時に指名を行い、指名が重複した場合に抽選を行う制度である。1巡目のみが対象となる。

### 指名権・優先交渉権の移動
リーグによってはトレードやフリーエージェントによってドラフト指名権や優先交渉権が移動する場合もある。
- NBAでは、ドラフト上位指名権及び優先交渉権をトレードに絡める事が可能である。
- MLBでは1978年より、特定条件を満たす選手がFA移籍した際にドラフト指名権の喪失および補償が発生する。
- NFLでは、制限付きFA及びフランチャイズ・プレイヤーのFA移籍の補償としてドラフト指名権が譲渡される。トレードによる移動も多い。

### 指名権剥奪
選手獲得に当たり違反を犯したチームはその度合いによってドラフト指名権の全部または一部を剥奪される罰則を受ける場合もある。主な事例として西武ライオンズが不正スカウト問題により2007年の高校生ドラフト上位2選手の指名権を剥奪されている。

## 指名対象
指名対象は基本的にリーグ外の選手となるが、リーグによってその資格は異なる。

### 範囲
指名可能な範囲は大きく分けて限定された地域（多くは当該国内）の選手のみが指名される場合と、国内外の選手が対象となる場合がある。基本的にはアマチュア選手が対象となるが、独立リーグなど他リーグのプロ契約選手も含まれる。
限定地域
- MLB・NPB・bjリーグなど
- 国内選手は当該国の国籍保持者のみならず、外国籍選手でも国内で教育を受けた選手も含まれる。
- NPB・bjリーグの場合、海外プロ経験者であっても当該リーグを経由していない場合はドラフト対象になる。

国内外一括
- NBA・NFLなど。
- NBAの場合、他国のプロ選手も含まれる。

国内外分割
- KBL・WPSなど。

### 資格年齢
資格年齢もリーグによって、中卒程度でも可能な場合や原則大卒を取る場合など様々である。原則大卒でも、NFL・NBAにてアーリーエントリーが認められる場合がある。
これらの場合、原則として大卒選手のみが指名資格を得られるが、特例として在学中でも指名を受けることが可能になる制度がアーリーエントリーである。
NFLの場合、3年経過する必要があるが、NBAの場合は1・2年でも可能である。

## ドラフト会議の採用例

### 実施している国と団体

#### アメリカ合衆国・カナダ
- NFL（NFLドラフト）
- NBA（NBAドラフト）
- メジャーリーグベースボール（ドラフト会議 (MLB)）
- メジャーリーグサッカー（ドラフト会議 (MLS)）
- NHL（NHLドラフト）
- WWE
- WNBA（WNBAドラフト）
- ナショナル・ウーマンズ・サッカーリーグ（NWSL）

#### 日本
- 日本野球機構（プロ野球ドラフト会議・現役ドラフト）
- 四国アイランドリーグplus[2]
- ベースボール・チャレンジ・リーグ（BCリーグ）
- Mリーグ

#### 大韓民国
- 韓国野球委員会（ドラフト会議 (KBO)）
- 韓国バスケットボールリーグ（KBL）
- 韓国バレーボール連盟（KOVO）

#### フィリピン
- フィリピンプロバスケットボールリーグ（PBA）

#### ロシア他
- KHL

### 過去に実施していた団体

#### アメリカ合衆国・カナダ
- アメリカ女子プロサッカー（WPS）

#### 日本
- 日本プロバスケットボールリーグ（bjリーグドラフト会議）
- 関西独立リーグ[3]
- 日本女子プロ野球機構

#### 大韓民国
- Kリーグ

#### オーストラリア
- オーストラリアン・フットボール・リーグ

## 比喩表現としてのドラフト会議
- スポーツ以外でもメンバー選抜を行うイベントを「ドラフト会議」と称する例がある。
  - 日本の女性アイドルグループであるAKB48グループにおいて、不定期で「AKB48グループドラフト会議」と題したメンバーオーディションイベントを開催している。
  - 将棋の非公式戦であるABEMAトーナメントでは、ドラフト会議形式でチームリーダーが指名したメンバーにより団体戦が行われる。
- 特に橋本内閣の時期、日本の行政改革の過程で公共工事の談合を半ば制度化されているという趣旨で「ドラフト会議」と報道用語等で表現していた。